# Philodendron bahiense
Philodendron bahiense är en kallaväxtart som beskrevs av Adolf Engler. Philodendron bahiense ingår i släktet Philodendron och familjen kallaväxter. Inga underarter finns listade.